# Mampostería

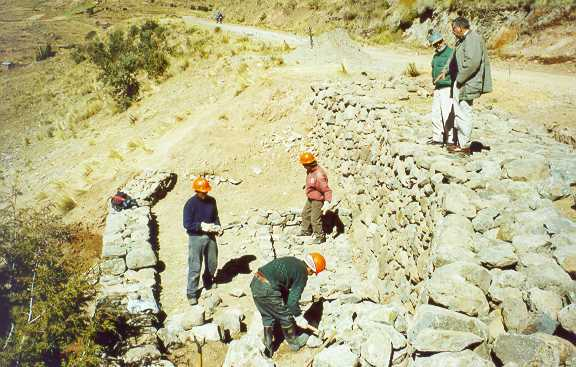
Muro en mampostería de piedra, sin mortero.

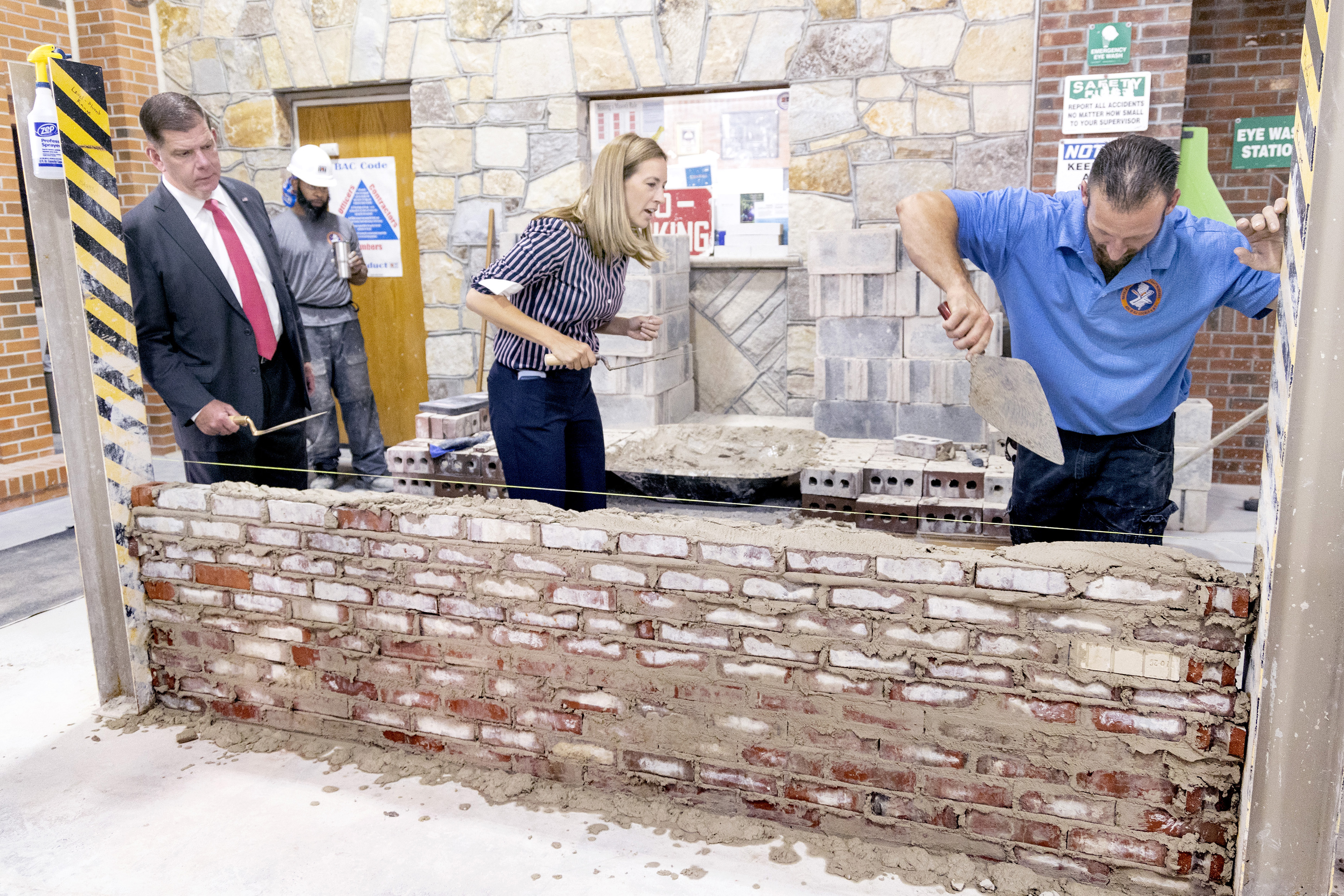
Taller práctico de mampostería con ladrillos.

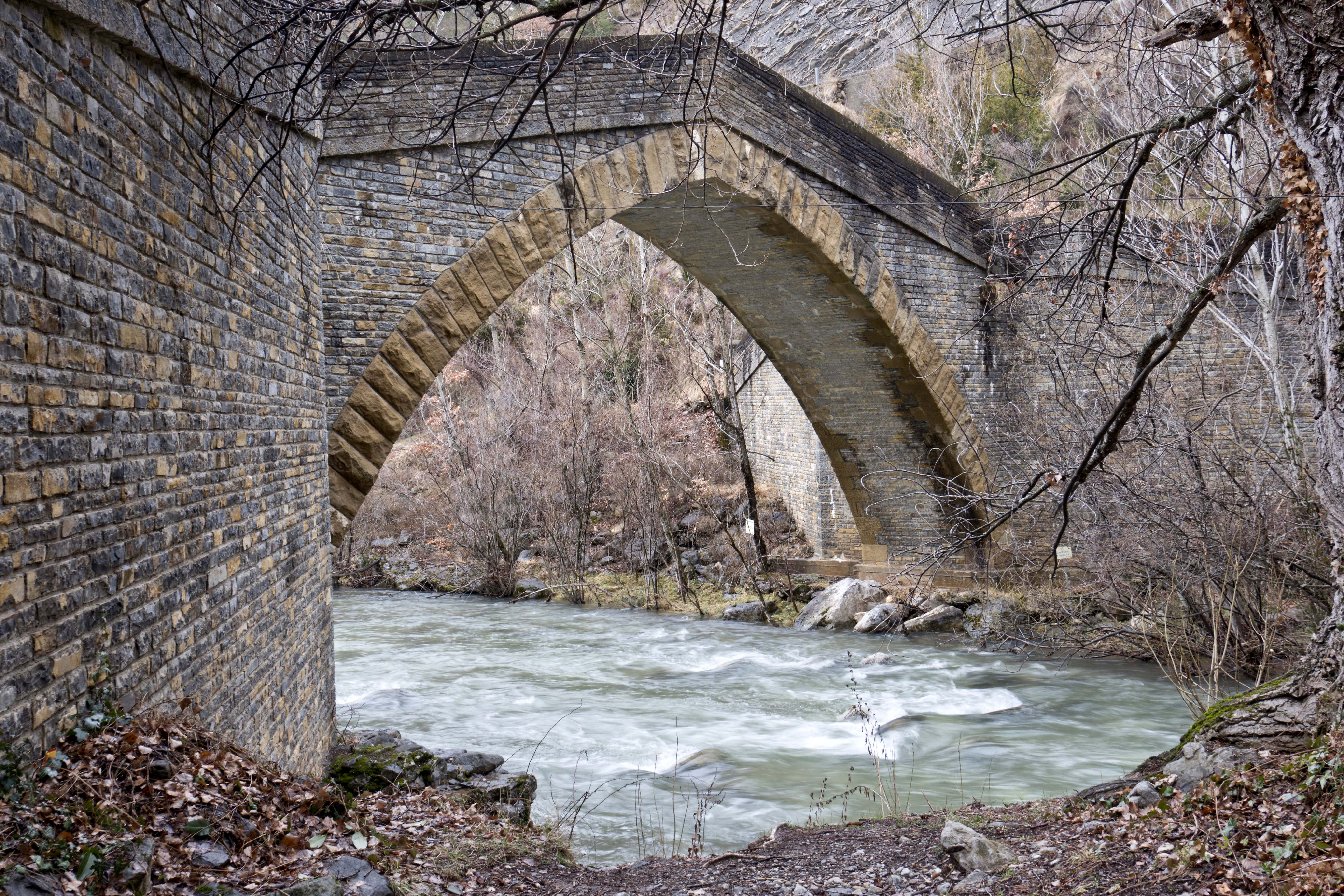
Pretil de mampostería en un puente sobre el río Isábena.

Se llama mampostería (del latín: manus-positus ‘mano-poner’) al sistema tradicional de construcción que consiste en erigir muros y paramentos mediante la colocación manual de los elementos o los materiales que los componen (denominados mampuestos), que pueden estar o no labrados (o con una labra muy tosca). Los materiales más comunes de construcción de mampostería son los ladrillos, piedras de construcción como el mármol, granito y piedra caliza, piedra fundida, bloques de hormigón, bloques de vidrio y tapial. La mampostería es generalmente una forma de construcción muy duradera. Sin embargo, los materiales utilizados, la calidad del mortero y la mano de obra, y el patrón en el que se ensamblan las unidades pueden afectar sustancialmente la durabilidad de la construcción de mampostería en general.
Este sistema permite una reducción en los desperdicios de los materiales empleados y genera fachadas portantes; es apta para construcciones en alturas grandes. La mayor parte de la construcción es estructural.
A la disposición y trabazón dadas a los materiales empleados en los muros se llama aparejo.
En la actualidad, para unir las piezas se utiliza generalmente una argamasa o mortero de cemento, cal y arena con la adición de una cantidad conveniente de agua o un mortero de cemento de albañilería (que se fabrica a base del residuo del cemento), y arena con la adición de una cantidad conveniente de agua. Antiguamente se utilizaba también el barro, al cual se le añadían otros elementos naturales como paja, y en algunas zonas rurales excrementos de vaca y caballo.[cita requerida]

## Usos
La mampostería se usa comúnmente para paredes y edificios. Actualmente, el ladrillo y el bloque de hormigón son los tipos más comunes de mampostería que se utilizan en los países industrializados y pueden ser de carga o no de carga. Los bloques de hormigón, especialmente aquellos con núcleos huecos, ofrecen varias posibilidades en la construcción de mampostería. Por lo general, proporcionan una gran resistencia a la compresión y se adaptan mejor a estructuras con cargas transversales ligeras cuando los núcleos permanecen sin relleno. Rellenar algunos o todos los núcleos con hormigón u hormigón con refuerzo de acero (normalmente barras de refuerzo) ofrece mucha mayor resistencia a la tracción y lateral a las estructuras. 

### Ventajas
- El uso de materiales como ladrillos y piedras puede aumentar la masa térmica de un edificio.
- La mampostería es un producto no combustible y puede proteger el edificio del fuego.
- Las paredes de mampostería son más resistentes a los proyectiles, como los escombros de huracanes o tornados.

### Desventajas
- El clima extremo, bajo ciertas circunstancias, puede causar la degradación de la mampostería debido a las fuerzas de expansión y contracción asociadas con los ciclos de congelación y descongelación.
- La mampostería tiende a ser pesada y debe construirse sobre una base sólida, como hormigón armado, para evitar que se asiente y se agriete.
- Aparte del hormigón, la construcción de mampostería no se presta bien a la mecanización y requiere mano de obra más calificada que la estructura de vigas.
- La mampostería está formada por componentes sueltos y tiene una baja tolerancia a la oscilación en comparación con otros materiales como el hormigón armado, los plásticos, la madera o los metales.

### Limitaciones estructurales
Un problema con las paredes de mampostería es que dependen principalmente de su peso para mantenerse en su lugar; cada bloque o ladrillo solo está débilmente conectado con el siguiente a través de una fina capa de mortero. Esta es la razón por la que no funcionan bien en los terremotos, cuando edificios enteros se sacuden horizontalmente. Muchos derrumbes durante los terremotos ocurren en edificios que tienen muros de mampostería de carga. Además, los edificios más pesados que tienen mampostería sufren más daños.

## Tipos de mampostería
Se pueden distinguir los siguientes tipos de mampostería:

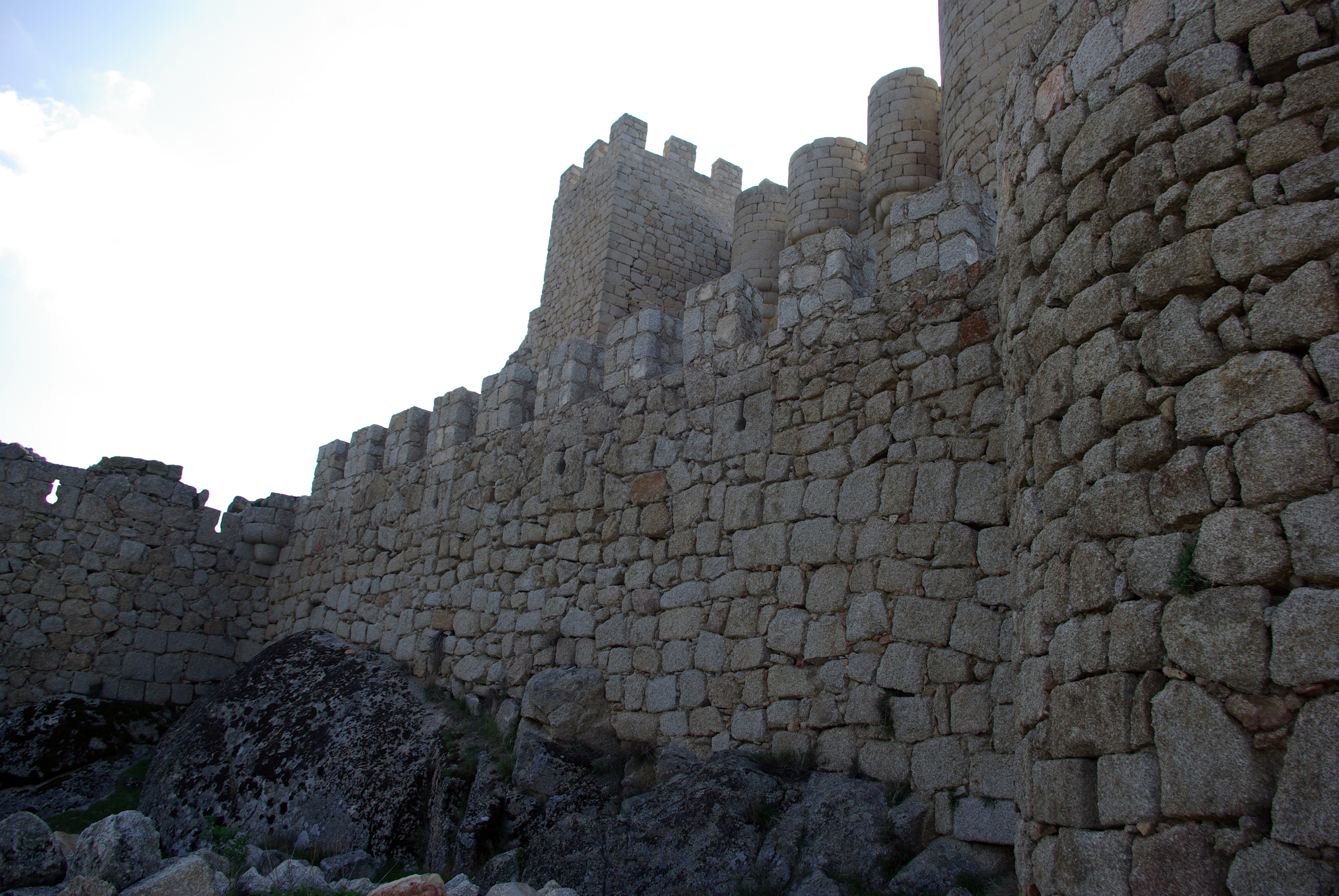
Muro de mampostería en seco con ripios.

### Mampostería en seco
En este tipo de mampostería, que puede ser construida con piedras o con ladrillos, no se emplea ningún mortero. Hay que escoger los mampuestos uno a uno para que el conjunto tenga estabilidad. Se emplean piedras pequeñas, llamados ripios, para acuñar los mampuestos y rellenar los huecos entre estos.
Ejemplos de este tipo de mampostería se pueden encontrar en las construcciones de andenes en los Andes, principalmente en Perú y en el norte de Bolivia; en España los muros así resultantes se denominan muros secos o muros de cuerda seca. Este tipo de trabajo de los muros es típico de las construcciones rurales tradicionales, por ejemplo, en La Alpujarra granadina, en la región de Andalucía.

### Mampostería en piedra

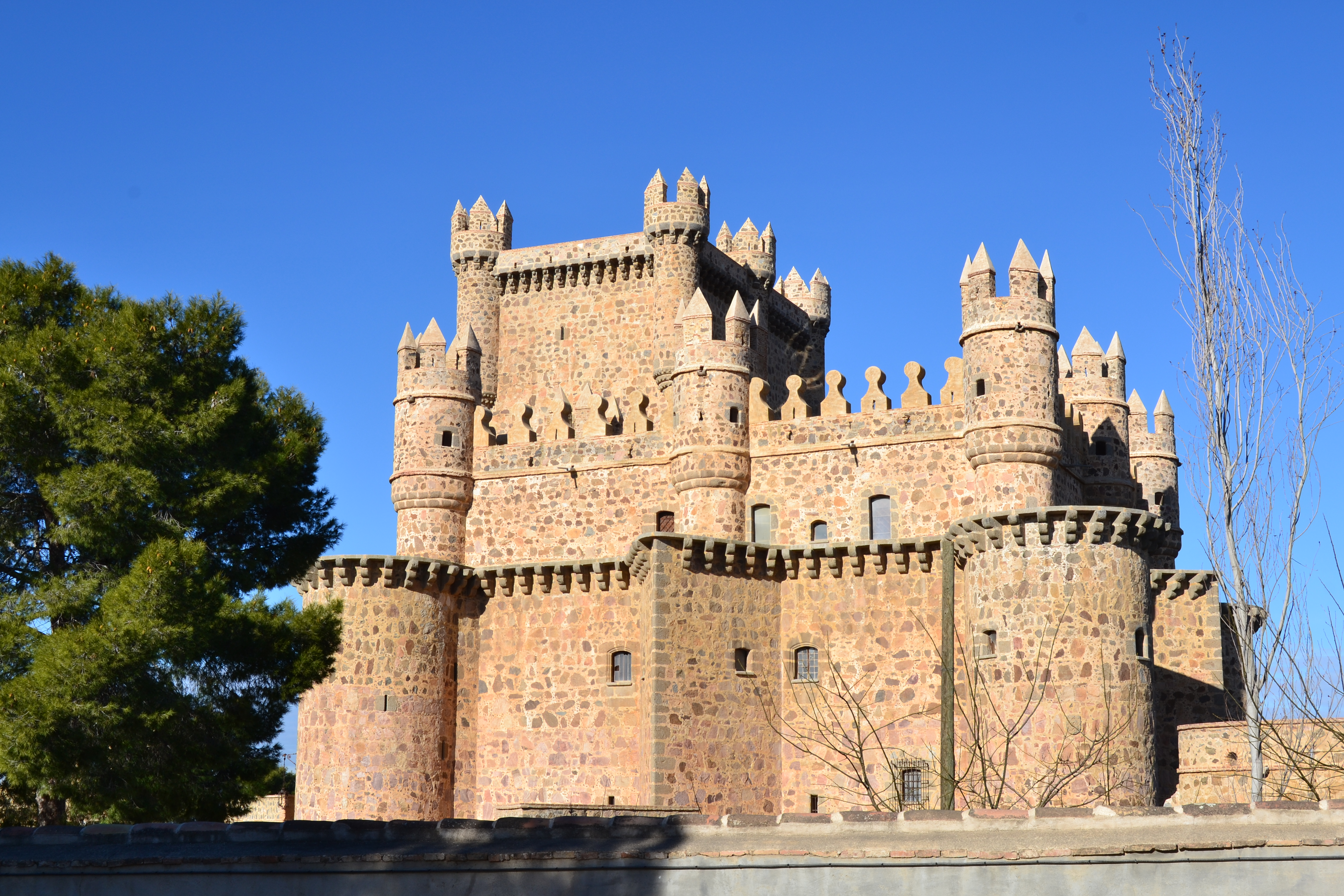
Mampostería en piedra en el castillo de Guadamur, Toledo. Siglos XV y XVI.

Los bloques de piedra que se utilizan en la mampostería pueden estar revestidos o rugosos, aunque en ambos ejemplos: las esquinas, las jambas de puertas y ventanas y áreas similares suelen estar revestidas. La mampostería de piedra que utiliza piedras labradas se conoce como mampostería de sillería, mientras que la mampostería que utiliza piedras de forma irregular se conoce como mampostería de escombros. Tanto la mampostería de escombros como la de sillería pueden colocarse en filas acanaladas de altura uniforme mediante la cuidadosa selección o corte de las piedras, pero una gran cantidad de mampostería de piedra no está alineada.

#### Mampostería ordinaria

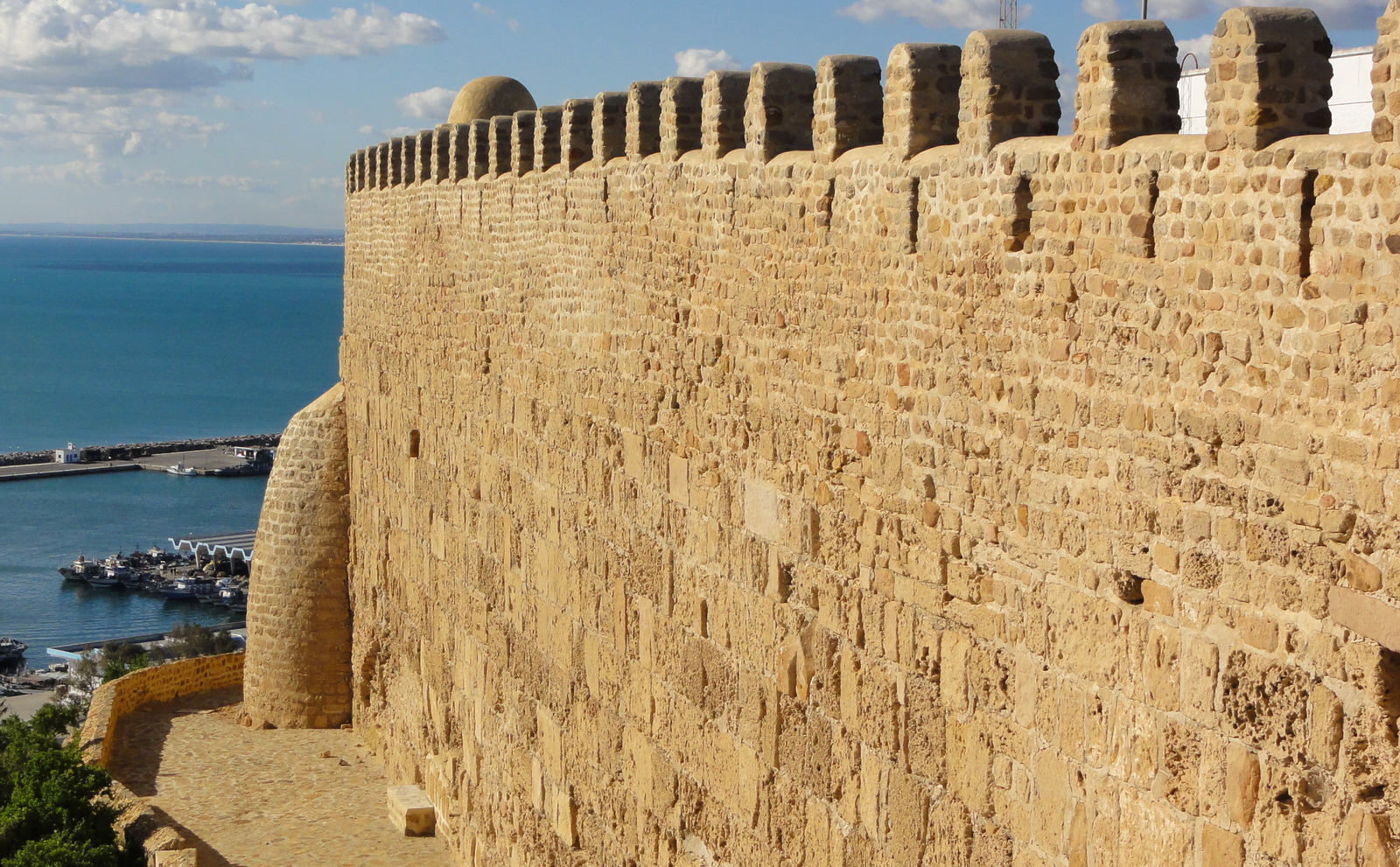
Mampostería ordinaria.

Se ejecuta con un mortero de cal o cemento. Las piedras deben adaptarse unas a otras lo más posible para dejar el menor porcentaje de huecos relleno de mortero. Únicamente se admitirá que aparezca el ripio al exterior si la fábrica se va a revocar posteriormente.

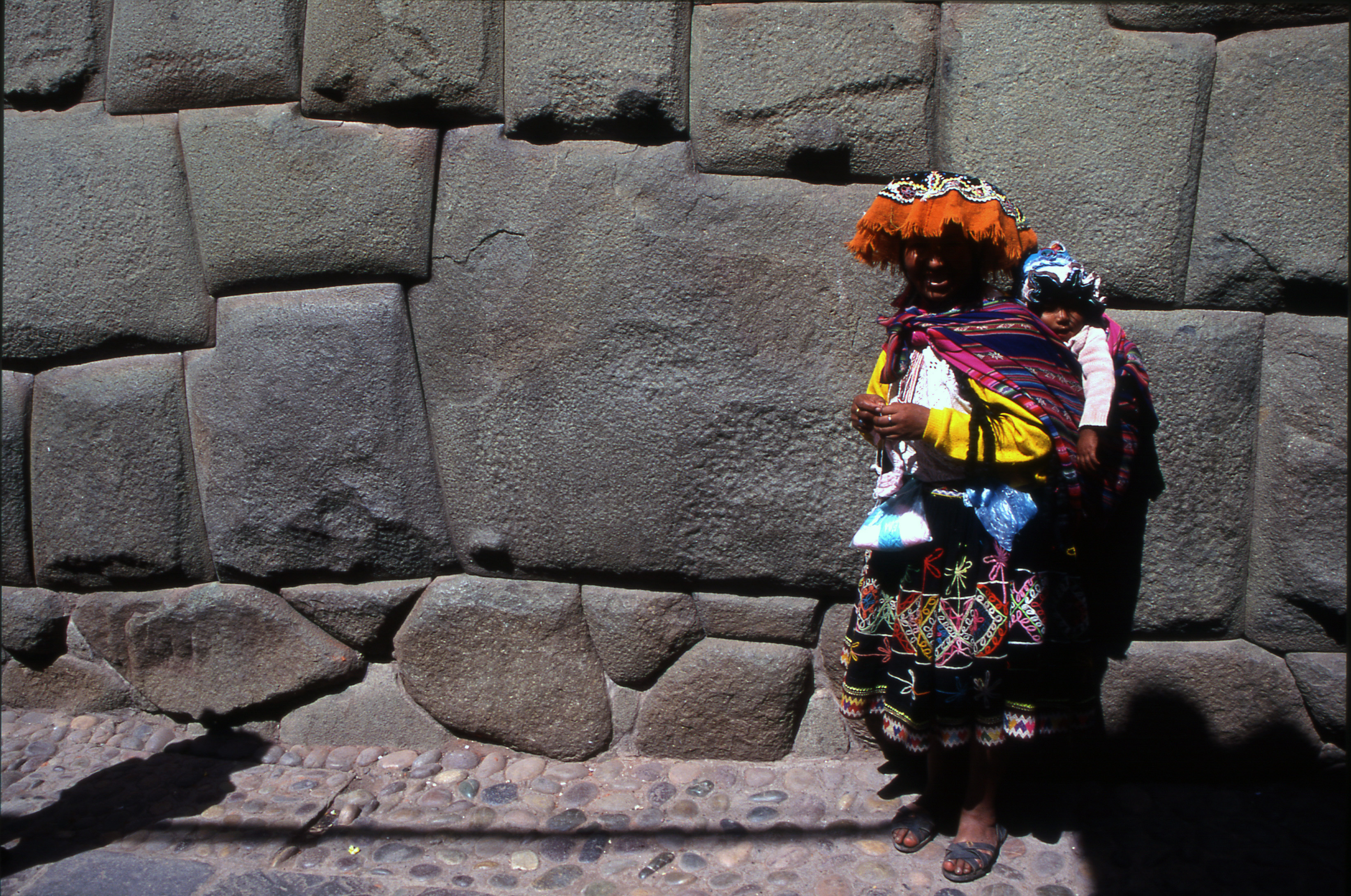
Piedra de los doce ángulos, en el muro de mampostería careaa en un palacio inca en Cuzco (Perú).

#### Mampostería careada
Es la fábrica de mampostería cuyos mampuestos se han labrado únicamente en la cara destinada a formar el paramento exterior. Los mampuestos no tienen formas ni dimensiones determinadas. En el interior de los muros pueden emplearse ripios, pero no en el paramento visto.

#### Mampostería concertada
Consiste en la fábrica de mampostería, cuyos mampuestos tienen sus caras de junta y de parámetro labradas en formas poligonales, más o menos regulares, para que el asiento de los mampuestos se realice sobre caras sensiblemente planas.
No se admite el empleo de ripios y los mampuestos del paramento exterior deben prepararse de modo que las caras visibles tengan forma poligonal y rellenan el hueco que dejan los mampuestos contiguos. Debe evitarse la concurrencia de cuatro aristas de mampuestos en un mismo vértice.
Cuando la fábrica sea de un espesor mayor que el de los mampuestos, se procederá a asentar primero los mampuestos de los paramentos vistos, y se colocarán después los principales mampuestos del relleno, acuñados con ripios si fuera necesario. De trecho en trecho se unirán los dos paramentos con llaves o perpiaños tan largos como sea preciso para dar trabazón al conjunto. Si el espesor fuera tan grande que no se pudiese abarcar con una sola llave, se colocan entonces dos o más, alternadas, que alcancen más de la mitad de espesor y, si fuera preciso, se engatillarán por sus colas con abrazaderas metálicas.

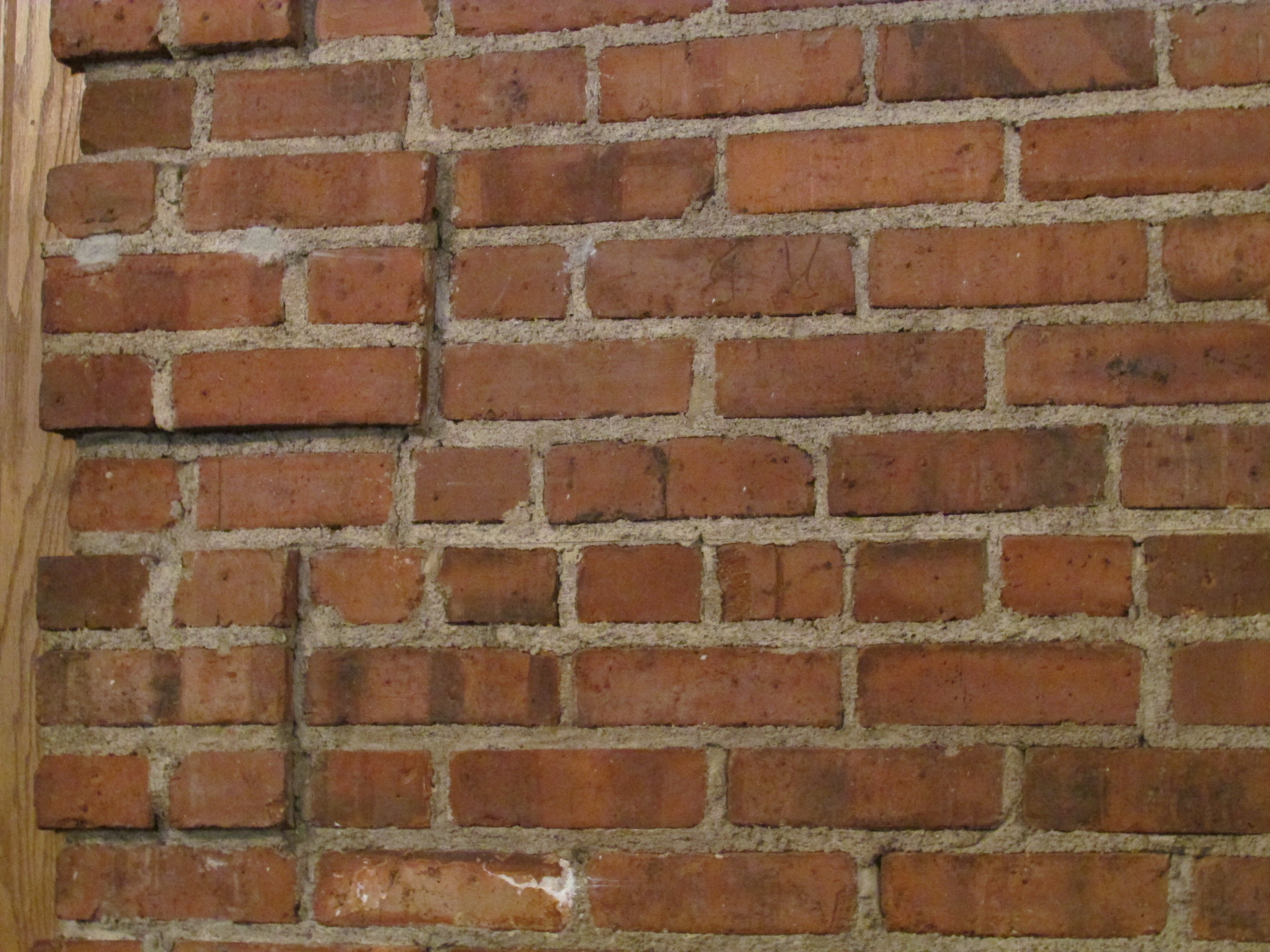
Aparejos.

Si en una mampostería concertada se forman hiladas horizontales, las líneas de juntas verticales deben alternarse y nunca mediará entre la junta de dos hiladas contiguas menos de 20 centímetros.

### Mampostería con ladrillos

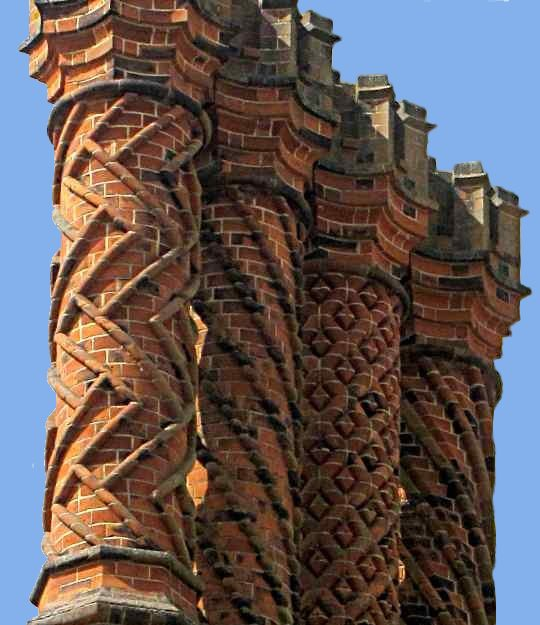
Chimeneas decorativas de ladrillo Tudor en el palacio de Hampton Court, Reino Unido.

El aparejo macizo está hecho de dos o más hiladas de ladrillos con las unidades colocadas horizontalmente (llamados ladrillos de tizón) unidas entre sí con ladrillos colocados transversalmente a la pared (llamados ladrillos "de soga"). Cada fila de ladrillos se conoce como una hilada. El patrón de soga y tizón empleado da lugar a diferentes patrones de aparejos, como el aparejo común (con cada sexta fila colocada a soga), inglés, escocés  y el patrón flamenco. Los aparejos pueden diferir en fuerza y capacidad aislante. Las uniones escalonadas verticalmente tienden a ser algo más fuertes y menos propensas a agrietarse al compararlas con las uniones no escalonadas. También se pueden reforzar con vigas de hormigón.

#### Uniformidad y rusticidad
La amplia selección de estilos y tipos de ladrillos generalmente disponibles en las naciones industrializadas permite una gran variedad en la apariencia del producto final. En los edificios construidos durante las décadas de 1950 y 1970, era típico un alto grado de uniformidad de los ladrillos y precisión en la mampostería. En el período transcurrido desde entonces, se pensó que este estilo era demasiado estéril, por lo que se intentaron emular trabajos más antiguos y toscos. Algunas superficies de ladrillo se hacen para que parezcan particularmente rústicas al incluir ladrillos quemados, que tienen un color más oscuro o una forma irregular. Otros pueden usar ladrillos de salvamento antiguos, o los ladrillos nuevos pueden envejecerse artificialmente mediante la aplicación de varios tratamientos superficiales, como el volteo. Los intentos de rusticidad de finales del siglo XX han sido llevados a cabo por aparejadores que se especializan en un estilo artístico libre, donde las hiladas no son intencionalmente rectas, sino que se tejen para formar impresiones más orgánicas.

#### Mampostería confinada

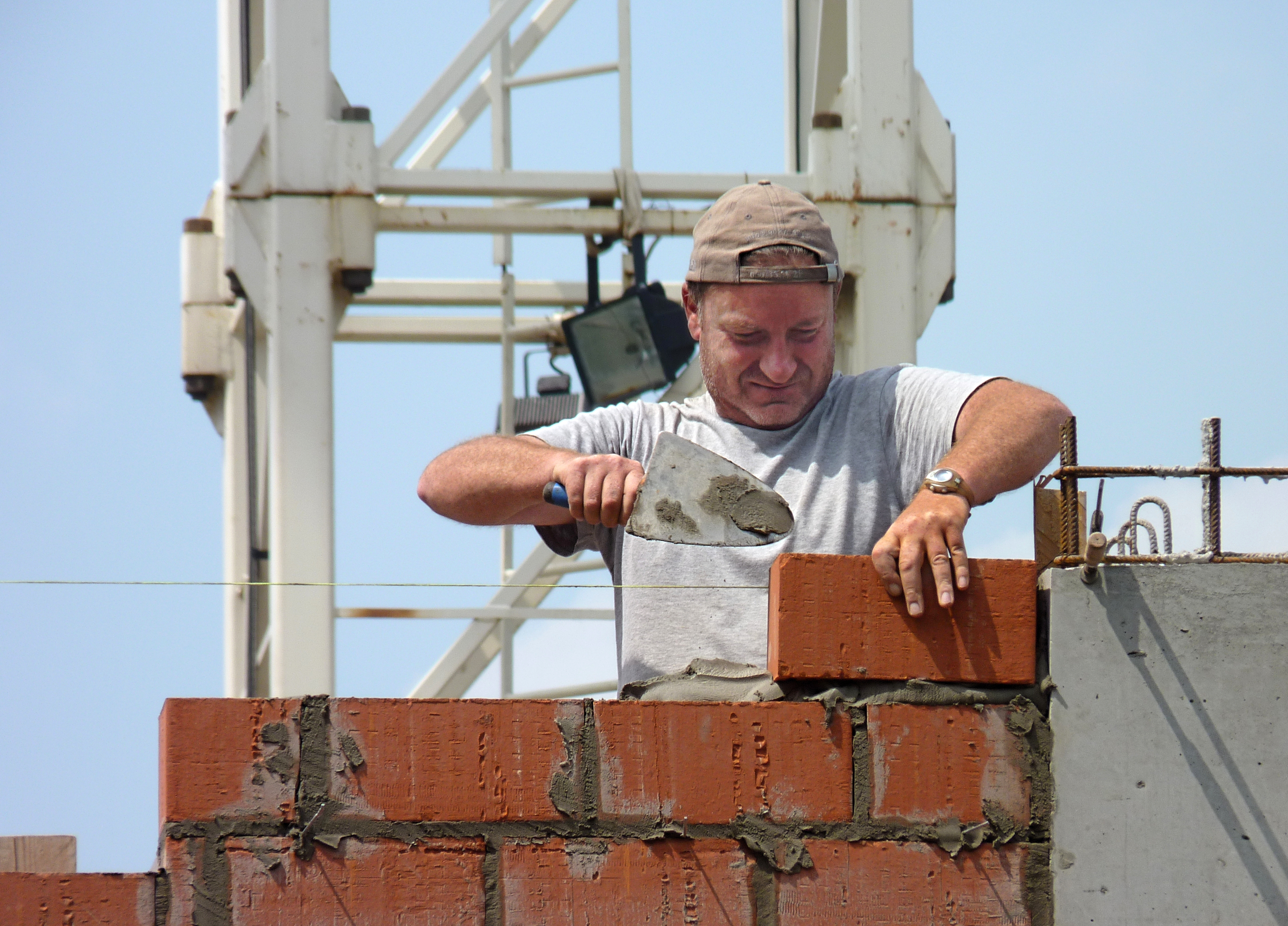
Mampostería con ladrillos.

Se refiere a un tipo de mampostería con ladrillos en la que los muros son construidos y fijados con mortero formados en columnas, posteriormente son reforzados desde el suelo por columnas de amarre y en la parte superior por una viga de concreto.

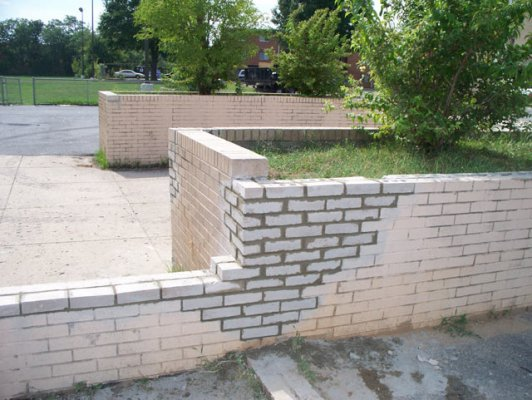
Trabajos de reparación de mampostería realizados en una pared de ladrillos.

## Bloques de hormigón prefabricado

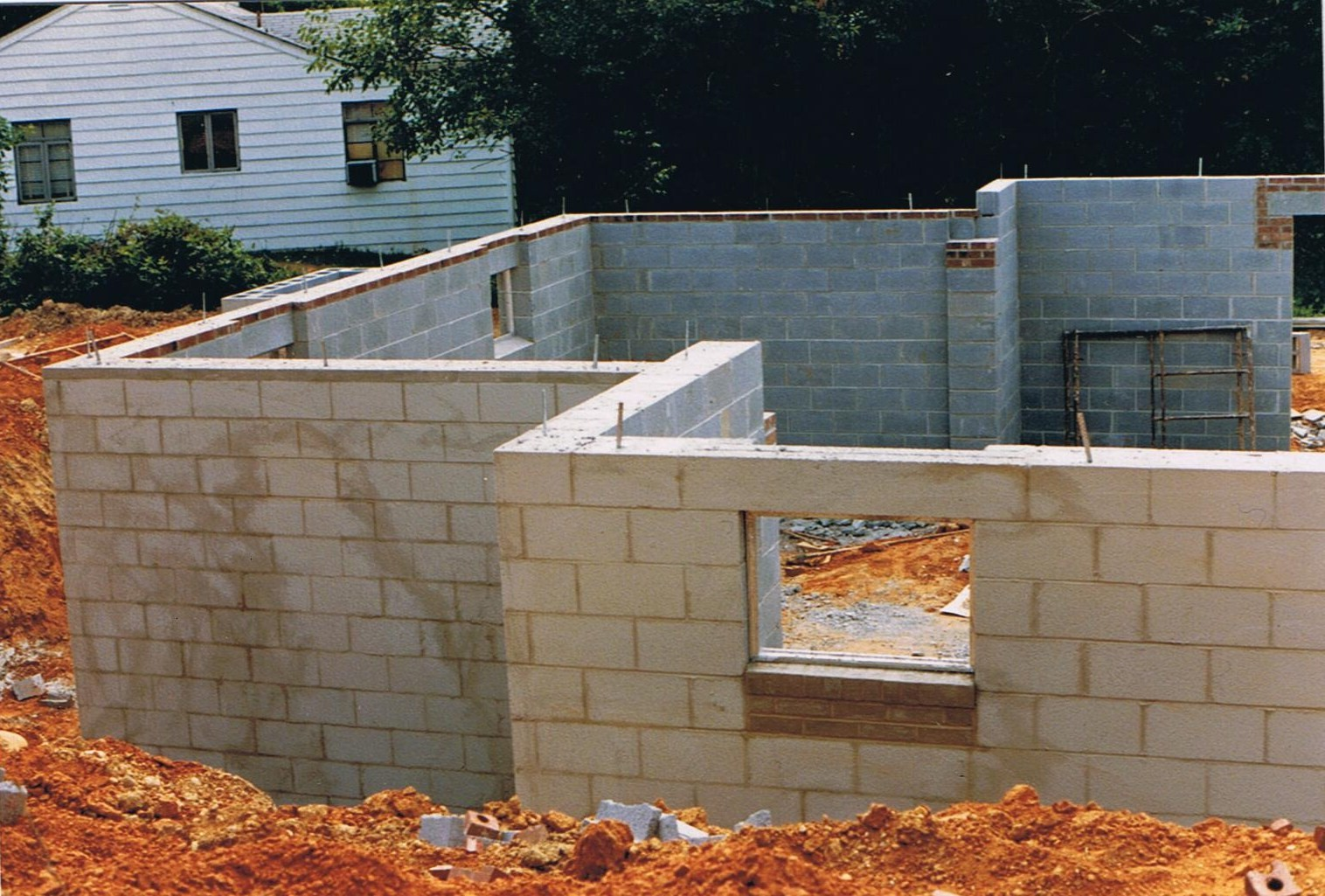
Unidades de mampostería de hormigón (CMU, por sus siglas en inglés) o bloques en la pared de un sótano antes del entierro.

Los bloques de concreto de hormigón, concreto ordinario (bloques de concreto) o teja hueca se conocen genéricamente como Unidades de Mampostería de Concreto (CMU, por sus siglas en inglés). Por lo general, son mucho más grandes que los ladrillos ordinarios y, por lo tanto, son mucho más rápidos de colocar para una pared de un tamaño determinado. Además, los bloques de cemento y hormigón suelen tener tasas de absorción de agua mucho más bajas que los ladrillos. A menudo se usan como núcleo estructural para mampostería de ladrillos enchapados o se usan solos para las paredes de fábricas, garajes y otros edificios de estilo industrial donde tal apariencia es aceptable o deseable. Dichos bloques a menudo reciben una superficie de estuco para la decoración. El cemento de unión de superficies, que contiene fibras sintéticas para refuerzo, se usa a veces en esta aplicación y puede impartir resistencia adicional a una pared de bloques. El cemento para adherir superficies a menudo tiene un color previo y se puede teñir o pintar, lo que da como resultado una superficie acabada similar al estuco.
Una pared de revestimiento de mampostería consta de unidades de mampostería, generalmente ladrillos a base de arcilla, instaladas en uno o ambos lados de una pared estructuralmente independiente, generalmente construida de madera o mampostería. En este contexto, la mampostería de ladrillo es principalmente decorativa, no estructural. El revestimiento de ladrillo generalmente se conecta a la pared estructural mediante lazos de ladrillo (tiras de metal que se unen a la pared estructural, así como las juntas de mortero del revestimiento de ladrillo). Por lo general, hay un espacio de aire entre el revestimiento de ladrillo y la pared estructural. Como el ladrillo a base de arcilla generalmente no es completamente impermeable, la pared estructural a menudo tendrá una superficie resistente al agua (generalmente papel alquitranado) y se pueden dejar orificios de drenaje en la base del revestimiento de ladrillo para drenar la humedad que se acumula dentro del espacio de aire. Los bloques de hormigón, las piedras reales y cultivadas y el adobe enchapado a veces se usan de una manera muy similar.

### Mampostería de revestimiento
La mayoría de los edificios aislados que utilizan bloques de hormigón, ladrillo, tapial, piedra, revestimientos o alguna combinación de estos cuentan con aislamiento interior en forma de bloques de fibra de vidrio entre montantes de pared de madera o en forma de placas aislantes rígidas cubiertas con yeso o paneles de yeso. En la mayoría de los climas este aislamiento es mucho más efectivo en el exterior del muro, permitiendo que el interior del edificio aproveche la mencionada masa térmica de la mampostería. Sin embargo, esta técnica requiere algún tipo de superficie exterior resistente a la intemperie sobre el aislamiento y, en consecuencia, generalmente es más costosa.

### Gaviones

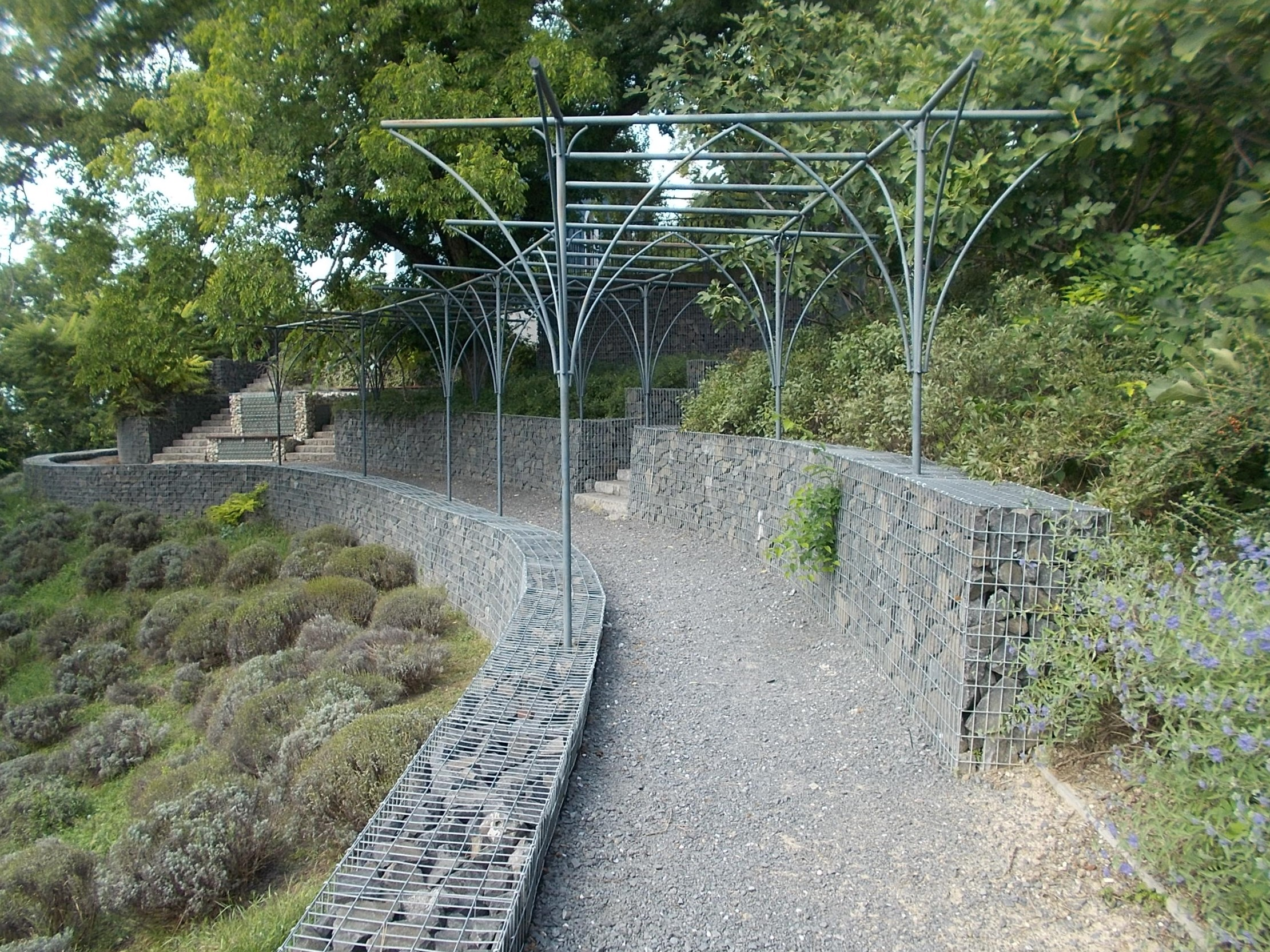
Muro de gaviones.

Los gaviones son canastas, generalmente de acero galvanizado que se rellenan con piedra fracturada de tamaño mediano. Estos actuarán como una sola unidad y se apilarán con retranqueos para formar un revestimiento o un muro de contención. Entre sus ventajas se encuentra su capacidad de drenaje, flexibilidad, resistencia a inundaciones, soportar el flujo de agua desde arriba, daños por heladas y flujo desde el suelo. Su vida útil esperada se basa en la resistencia del cable del que están compuestos y si se usa en climas severos (como en la costa en un ambiente de agua salada), en donde debe estar hecho de un cable resistente a la corrosión. La mayoría de los gaviones modernos son rectangulares.
Los gaviones anteriores eran a menudo canastas de mimbre cilíndricas, abiertas en ambos extremos, que se usaban generalmente para construcciones temporales, a menudo militares.
Se puede hacer un trabajo similar con agregados más finos usando confinamiento celular.